# Carols
CAROLS – trzydziesty czwarty singel japońskiej piosenkarki Ayumi Hamasaki, wydany 29 września 2004. W pierwszym tygodniu sprzedano 177 778 sztuk, natomiast 309 128 egzemplarzy całościowo w Japonii, a 340 000 sztuk przez wytwórnię Avex.

## Lista utworów
| CD  |                                        |                  |              |      |
| Nr  | Tytuł                                  | Muzyka           | Aranżacja    | Czas |
| 1.  | "CAROLS (Original Mix)"                | Tomoya Kinoshita | CMJK         | 5:32 |
| 2.  | "CAROLS (Criminal Tribal Mix)"         | Tomoya Kinoshita |              | 6:51 |
| 3.  | "CAROLS (Hammond B-3 Whisper)"         | Tomoya Kinoshita |              | 5:46 |
| 4.  | "CAROLS (Original Mix -Instrumental-)" | Tomoya Kinoshita | CMJK         | 5:30 |
| DVD |                                        |                  |              |      |
| Nr  | Tytuł                                  | Muzyka           | Reżyser      | Czas |
| 1.  | "CAROLS" (video clip)                  | Tomoya Kinoshita | Masashi Muto | 6:15 |

## Wystąpienia na żywo
- 24 września 2004 – PopJam
- 24 września 2004 – Music Station
- 26 września 2004 – CDTV
- 30 września 2004 – AX Music
- 8 października 2004 – Music Station
- 18 października 2004 – Hey! Hey! Hey!
- 15 grudnia 2004 – Best Artist
- 24 grudnia 2004 – Music Station